# Lijst van oorlogsmonumenten in Gelderland

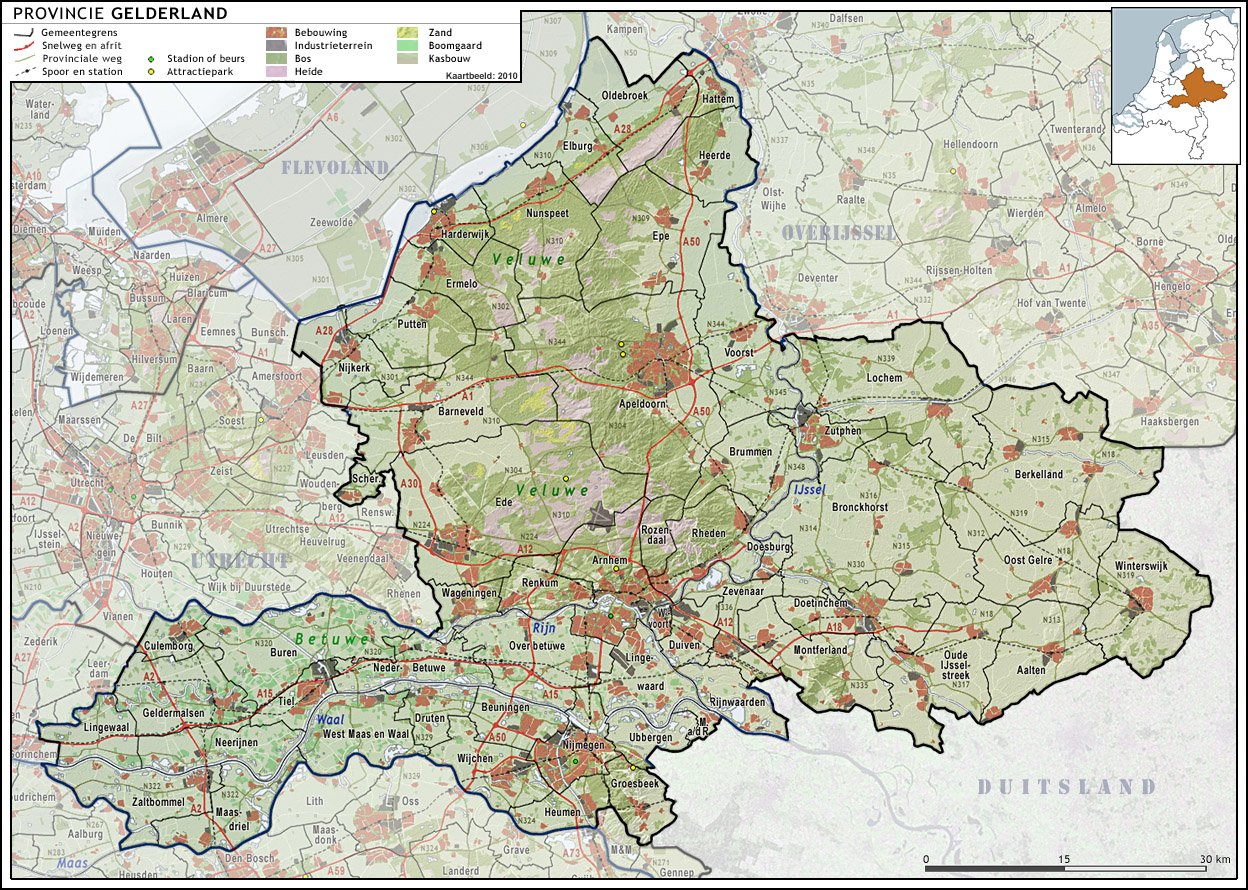
Gelderland

In de volgende gemeenten in Gelderland bevinden zich oorlogsmonumenten:
- Aalten
- Apeldoorn
- Arnhem
- Barneveld
- Berkelland
- Berg en Dal
- Beuningen
- Bronckhorst
- Brummen
- Buren
- Culemborg
- Doesburg
- Doetinchem
- Druten
- Duiven
- Ede
- Elburg
- Epe
- Ermelo
- Harderwijk
- Hattem
- Heerde
- Heumen
- Lingewaard
- Lochem
- Maasdriel
- Montferland
- Neder-Betuwe
- Nijkerk
- Nijmegen
- Nunspeet
- Oldebroek
- Oost Gelre
- Oude IJsselstreek
- Overbetuwe
- Putten
- Renkum
- Rheden
- Rozendaal
- Scherpenzeel
- Tiel
- Voorst
- Wageningen
- West Betuwe
- West Maas en Waal
- Westervoort
- Wijchen
- Winterswijk
- Zaltbommel
- Zevenaar
- Zutphen